# Limonia dilutior
Limonia dilutior là một loài ruồi trong họ Limoniidae. Chúng phân bố ở miền Cổ bắc.